# ホット・チョコレート
ホット・チョコレート（英: hot chocolate）は、ミルク、チョコレートおよびココアパウダー、砂糖などで主に作られる飲み物で、通常温めて出される。ホット・ココア、チョコレート・ドリンクとも。16世紀にアメリカ大陸からヨーロッパへ持ち込まれ、人気を博した。なお、通常のチョコレートの代わりにホワイトチョコレートを使用するものはホワイト・ホット・チョコレートと呼ばれる。
日本においてはココアと言うと、ココアパウダーを使ったホット・チョコレートのことを指すことが多い。

## 歴史
カカオの実を歴史上最初に使用していたのは、紀元前1500年から400年にかけ、アメリカ大陸最古の文明でありメソアメリカの先住民であるオルメカの人々の可能性が高い。後にマヤ文明の人々が、現在のメキシコ、タバスコ州に位置する、チョンタルパ地域に広がっていた大農場より収穫されたカカオの実を基にした飲み物を飲んでいた。この時代、カカオの実は通貨としても使用されている。
ヨーロッパ人によるアメリカ大陸の発見の後、クリストファー・コロンブスは新世界からカカオの実を持って帰還した。しかし当時のヨーロッパの人々は、貿易の道具としてもっと役に立つものにしか興味を示さなかった。
ところがその後、1517年にエルナン・コルテスがベラクルス近隣のメキシコの海岸へと降り立つ。彼はアステカ王国と国王モクテスマ2世の、その名高い富を一目見ようと当時のアステカの首都、テノチティトランに向かった。モクテスマ2世はコルテスへ、自身の好物である「ショコラトル」を金のゴブレットに入れて差し出した。「そのショコラトルはバニラと香辛料の風味があり、粘りつく蜂蜜の泡もきちんと少なくして作られており、それが口の中で段々と解け冷たさを取り去った」という。モクテスマ2世はゴブレットに注がれていた自分の「ショコラトル」をハレムに入る前に飲み干したことから、一種の媚薬であったのではという考えもある。
それからコルテスは1528年に、大量のカカオの実とチョコレート飲料を作る機器をガレオン船に積み上げてスペインへと戻った。皇帝カール5世がすぐにこの飲料を採用すると、「チョコレート」はスペインの上流階級の間で流行の飲み物となった。加えて、スペイン王家の人間が他のヨーロッパ人の貴族と結婚する際、カカオは持参金として与えられていた。スペイン人がこの美味な飲料を秘密にしていたため、チョコレート飲料がヨーロッパ中で人気を得るようになるのにはほぼ1世紀を費やした。

## 開発

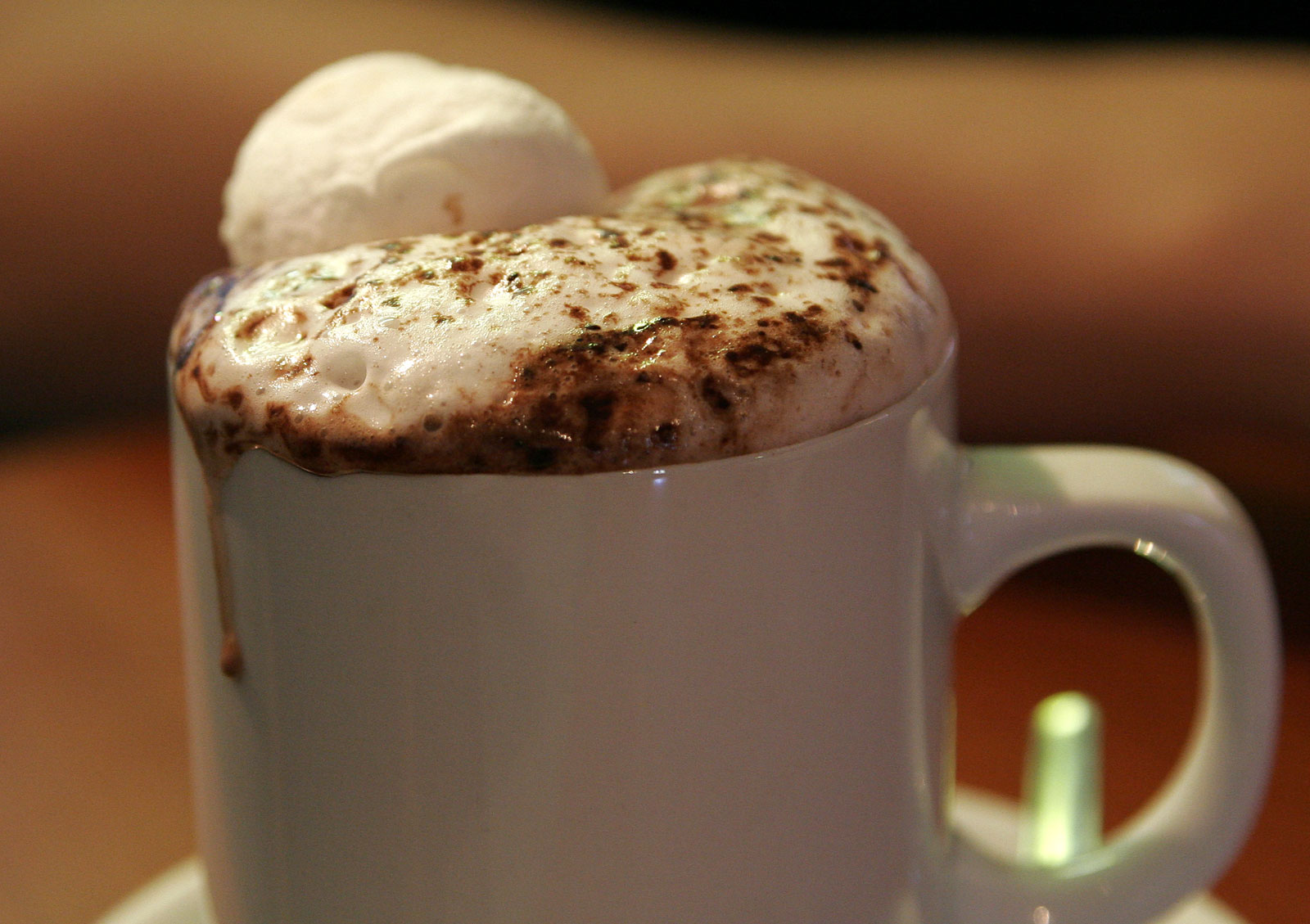
マシュマロをのせて飲むアメリカン・スタイルのホット・チョコレート。

飲料用のチョコレートは元来、挽いて粉にしたカカオの実と水、そしてカイエンペッパー、バニラ、ピメントのような香辛料を加えて混ぜた冷たい飲み物だった。後になってクローブやシナモンといった薬味も用いられるようになった。この冷たいチョコレートを人々は大きな容器で飲んでいたため、その芳香を味わうことができた。チョコレートがヨーロッパへ持ち出されるようになる頃には既に、刺激の強い薬味が甘蔗糖(サトウキビ)に取って替わっており、温い飲み物として提供れるようになっていた。
すりつぶしたカカオの実には油分が多く含まれており、そのままではお湯に溶けにくいものだった。1828年に、カカオの実からその油分であるココアバターを分離してココアパウダーを生産する最初の機械がオランダでバンホーテン社の創業者により開発された。さらにバンホーテン社の2代目の経営者が、アルカリを加えることで、今日ではダッチ・プロセス・ココアとして知られている、酸味が少なく飲みやすく加工されたココアを生成することに成功した。その新しい形状のココアは、温かいミルクやお湯と溶け合わせるのが簡単だった。
ホット・チョコレートがイギリスへ紹介された後、夕食後の楽しみとして牛乳が加えられるようになった。最初の「チョコレート・ハウス」は、1657年にロンドンでオープンした。ホット・チョコレートは高価だったために、エリート層に向けた飲料だったと考えられている。18世紀までには「チョコレート・ハウス」という店が喫茶店と同様に大衆的になった。
19世紀半ばの1847年、イギリスのフライ社がココアパウダーと、ココアパウダーを生産するときに生じる副産物であるココア・バターを利用して、初めて食べるチョコレートを考案した。
このように「ホット・チョコレート」はレトロニム（後から付けられた名称）の一つであり、元々は「チョコレート」といえば飲み物を指した。後にイギリス人によって固形の食べる「チョコレート」が発明されて人気となったので、飲み物のチョコレートと食べるチョコレートとを区別するために「ホット・チョコレート」という言葉が創り出された。
アメリカ人はよく「ホット・チョコレート」と「ホット・ココア」という2つの言葉を同じ意味で使用する。しかし、他の国では「ホット・ココア」と「ホット・チョコレート」の間で意味合いに違いが生じる。ホット・ココアはココアパウダー、砂糖、濃縮剤から作られる。一方ホット・チョコレートは、既にココアやココアバターと砂糖が混入されている板チョコレートへ直接お湯や温かいミルク等を注いで作るか、あるいはダーク、セミスウィートまたはビタースウィートのチョコレートを小さく刻んで、砂糖を加えたミルクへ入れかき混ぜて作る。アメリカのホット・ココアパウダーはしばしば、ミルクを使用しなくてもいいように粉末乳などの乳製品が含まれていることがある。近代アメリカでの発想としてマシュマロを加えて飲むというものがあり、一部のホット・ココア食品には小さなマシュマロが付いてくることもある。
イギリスでは「ホット・チョコレート」は温かいミルクと、チョコレート、砂糖、粉末乳が入っているパウダーを混ぜて作る。一方で「ココア」は通常温かいミルクとココア・パウダーだけで作り、その後に砂糖で甘くする飲料を指す。
イタリアではチョコレートの都と言われるトリノに1763年創業したCaffé al Bicerin が、コンソラータ修道院の巡礼者向けに開発したビチェリンという飲み物が有名。
一般的には「チョッコラート」が固形のチョコレートを指し、「チョッコラータ」がココア（パウダー）から作る飲み物を指す。
ベルギーにあるいくつかのカフェでは、「warme chocolade（ワルム・ショコラー）」か「chocolat chaud（ショコラ・ショー）」を注文すると、沸き立った一杯のミルクとそれに入れて溶かすためのビタースウィートチョコレートのチップが小さな容器に入って出される。この飲み物は通常、イエローケーキやスペキュラス、もしくはベルギーチョコレートと一緒に出される。
ポーランドではホットチョコレート（ゴロンツァ・チェコラーダ）といえば19世紀半ばに創業したワルシャワのヴェーデル社のカフェで供されるものが「ワルシャワの味」の一つとして定着していたが、第二次世界大戦でのドイツ人によるワルシャワ大破壊と共産主義化に伴うヴェーデル社の国有化で一時はこの伝統が途絶えた。戦後は国営だったヴェーデル社が1989年のポーランドの民主化によって民営化されたのち、本店であるヴェーデル・カフェが営業を再開、その後は戦前のワルシャワの優雅な伝統を取り戻そうとするかのように市内および国内で急速な店舗展開を進めている。ヴェーデルのホットチョコレートは非常に濃厚で粘度が高く、濃いココアのようなものもあれば、ほとんどチョコレートペーストと呼んでも良いほどのものもある。後者は背の高いグラスに入れて供されるが、粘度が高くそのまま飲むことが難しいためスプーンですくって食べるほど。しかし思ったほど甘くはなく、むしろやさしい甘さである。リンゴやイチゴなど果物のグラッセ状の物が入ってアクセントとなったり、スパイスやハーブで香りをつけているものもある。フランスのシャルル・ド・ゴール大統領が好物でわざわざ飛行機でワルシャワからパリまで取り寄せていたほどだったカフェ・ブリクレのポンチキ（Pączki、ポーランド式ドーナツ）とならんでワルシャワの名物として人気がある。

## 現代社会での位置

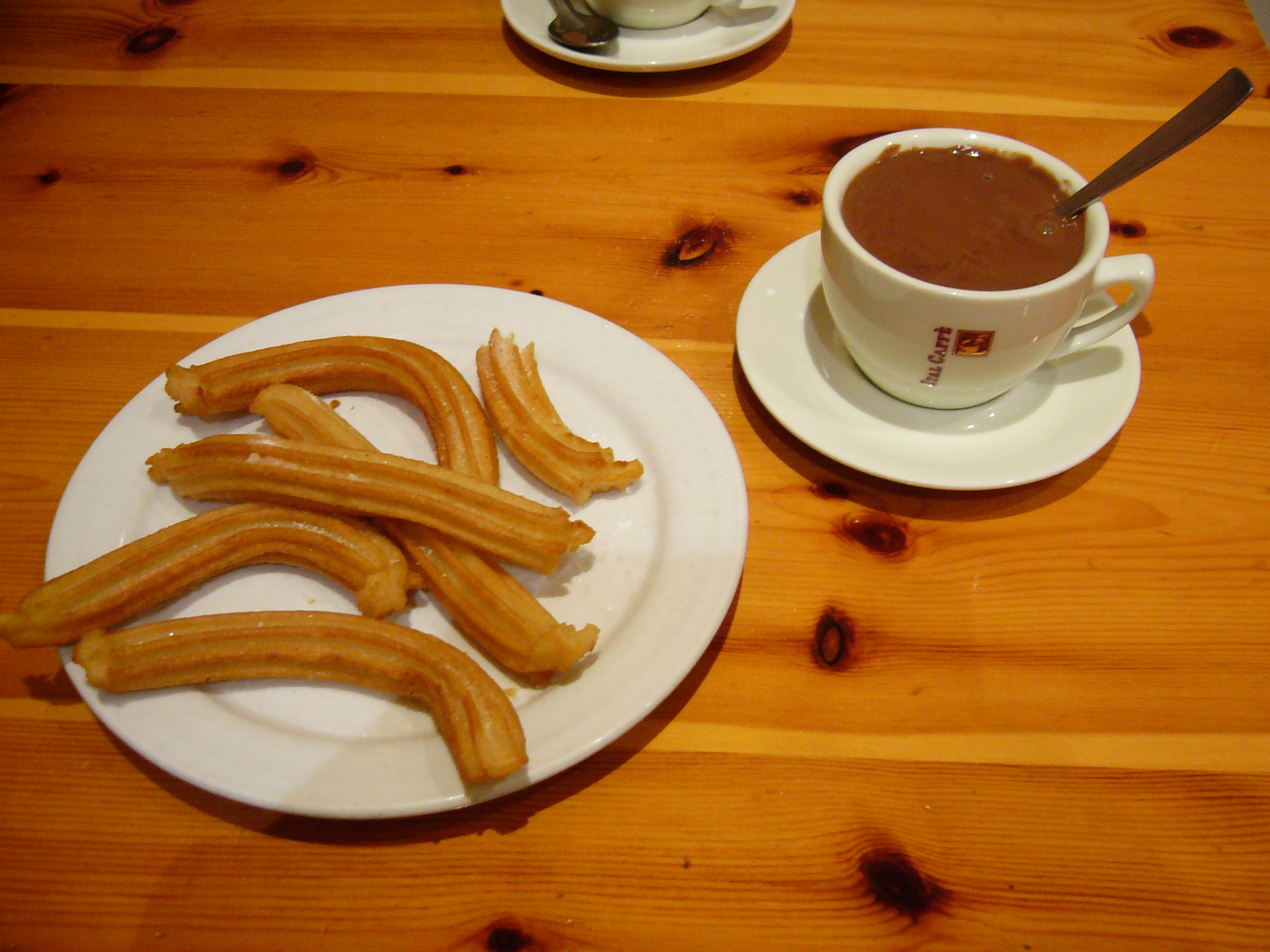
チュロスと共に出された濃いホット・チョコレート。スペインではチュロスをホット・チョコレートにつけて食べることがある。

今日において、ホット・チョコレートは世界中で飲まれており、ヨーロッパでは特に人気である（ヨーロッパのものはかなり濃厚で、固形のチョコレートから直接作られる）。イタリアのチョッコラータ・デンサ (cioccolata densa) のようなチョコレートは、同国内のバーやレストランでは至るところにあるほどである。レストランのパティシエやショコラティエの影響により、このヨーロッパのスタイルは、伝統的に冬の飲み物とされ、吹雪やそり滑りのような民族的イメージと結び付けられてきたアメリカの文化にも、徐々に浸透してきている。普通はそのほとんどがココア・パウダー、砂糖、乾燥ミルクを含むパウダー1袋と、お湯または温かいミルクを注いで手早く作り、まだ甘みが薄いのでマシュマロをトッピングする。しかし、ホット・チョコレートはコーヒーや紅茶など他の温かい飲み物とは異なり、通常は年中飲まれていない。
スペインでは、ホット・チョコレートとチュロスは伝統的な朝食である。このスペイン流のホット・チョコレートはどろっとしており、温かく柔らかいチョコレートの塊が入っている。今日マドリードのような都市において、スペイン人は濃いホット・チョコレートにチュロスを浸して食べることがある。